# رانندگی برای خانم دیزی (نمایش‌نامه)

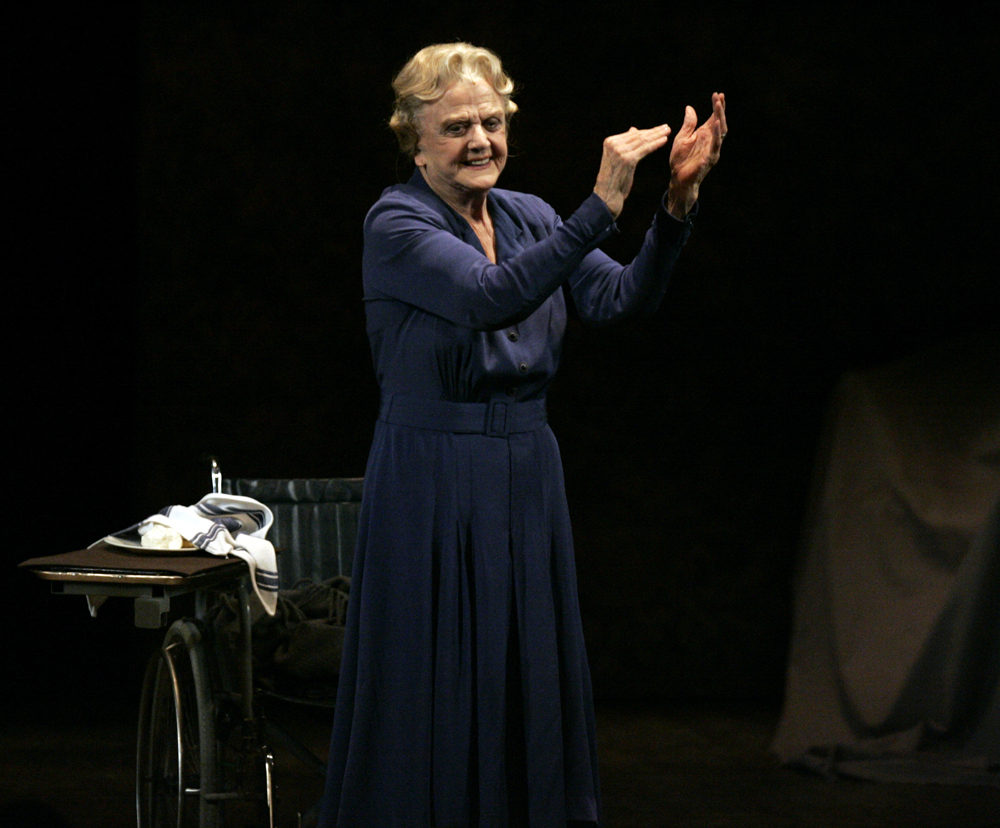
نگاره ای از تئاتر «رانندگی برای خانم دیزی»

رانندگی برای خانم دیزی (انگلیسی: Driving Miss Daisy) نمایش نامه ای آمریکایی از آلفرد یوری است.
فیلم رانندگی برای خانم دیزی با بازی جسیکا تندی، مورگان فریمن و دن اکروید از این نمایش نامه اقتباس شده‌است.